# ウィリアム・K・L・ディクソン
ウィリアム・K・L・ディクソン（William Kennedy Laurie Dickson、-ケネディ・ローリー-、1860年8月3日 ル・ミニーク＝シュル＝ランス - 1935年9月28日 トゥイッケナム）は、フランス系スコットランド人の発明家である。
トーマス・エジソンの雇用下におけるムービーカメラの発明でクレジットされている。世界初の映画監督および撮影監督のひとりであり、世界初の音声つき映画 『ディクソン・エクスペリメンタル・サウンド・フィルム』（22秒の短篇、1894年製作）の監督としても知られる。

## 来歴・人物

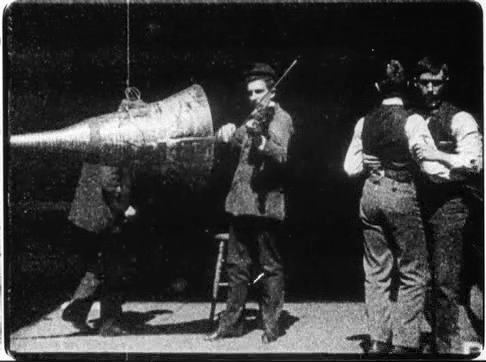
ヴァイオリンを弾くディクソン （1894年、『ディクソン・エクスペリメンタル・サウンド・フィルム』より）

ウィリアム・K・L・ディクソンは、1860年8月3日、フランス・ブルターニュのイル＝エ＝ヴィレーヌ県ル・ミニーク＝シュル＝ランスで、フランス人の母とスコットランド人の父の間に生まれた。父親はディクソンの幼少時に亡くなった。

### 映画の発明者
ディクソンの発明した「キネトスコープ」はシンプルなものであった。一連のいくつかの画像が、回転するホイールの背後で、照らされたレンズの前を通過するというもの。事実、エジソンはこの新工夫にほとんど価値を見出さなかったが、エジソンの発明した蓄音機を広めるには役立つかもしれないと考えた。
1894年1月7日、ディクソンは、モーション・ピクチャー（映画）の特許を受け取った。まもなく、
エジソン、およびニュージャージー州ウェストオレンジ（エジソン・ブラック・マライア撮影所の所在地）での映画分野の同僚ジョナサン・キャンベルとの膨大なディベートののち、ディクソンは従来使
用していた19ミリ幅のシングルスプロケット式フィルム（片側にしか穴がないフィルム）から、さらに安定すべく、両サイドにスプロケットがある35ミリフィルムに切り替えた。エジソンは機材のデザイン変更に必要も利益も見出すことはなく、フィルム幅を大きくすることを否定的に受け入れたが、ディクソンとキャンベルは、テクノロジーが前進するのならばこの改変は重要であると判断した。現在のスタンダードは、以来変わらず35ミリの両サイドスプロケット式フィルムである。
1894年後半から1895年初頭にかけて、オトウェイとグレイのレイサム兄弟、およびその父ウッドヴィル・レイサムの特別顧問に就任した。彼らはキネトスコープ展示におけるリーディング・カンパニーを経営していた。映写機のシステムの開発を追求し、おそらくディクソンの助言のもと、エジソン製作所の元従業員ウジェーヌ・ローストを雇った。1895年4月、ディクソンはエジソンのもとを離れ、レイサム一派に加わった。ローストのそばで、のちに「レイサム・ループ」として知られることになる発明を支援した。この発明は、以前可能であったよりも、もっと長尺のフィルムの撮影と上映を可能にするものであった。元エジソン製作所のチームは、アイドロスコープ映写システムの実現をもたらし、同システムは、1895年5月20日、世界史上初の映画の商業上映に使用された。ディクソンは、レイサム一族とともに、アメリカン・ミュートスコープ・アンド・バイオグラフ社を設立したグループの一員であり、その後、1897年に英国に戻り、そこに永住した。帰英後も、ローマ教皇を撮影する等、同社での仕事をした。
1935年9月28日、イギリス・ミドルセックス州トゥイッケナムで死去。75歳没。

### 遺産
現存する最古のサウンド・フィルムとして、『ディクソン・エクスペリメンタル・サウンド・フィルム』（エジソン製作所、1894年）がアメリカ国立フィルム登録簿に2003年に登録された。また、Internet Movie Databaseの作品コードの0000001は、ディクソン監督の短篇無声映画 『カルメンチータ』（エジソン製作所、1894年）である。

## 著書
- The Biograph in Battle、 Flicks Books刊、英国、1995年再版 - ISBN 0838636543
- A Brief History of the Kinetograph, the Kinetoscope and the Kinetophonograph、 『SMPTE Journal』掲載、21号、1933年12月
- An Authentic Life of Edison. The Life and Inventions of Thomas Alva Edison.、 Antonio Dickson共著、8巻、New-York. Thomas Y. Crowell & Co.刊、1894年[4]

## 関連事項
- ディクソン・エクスペリメンタル・サウンド・フィルム（Dickson Experimental Sound Film）
- Blacksmith Scene
- フレッド・オットのくしゃみ（Fred Ott's Sneeze）
- エジソン・ブラック・マライア撮影所（Edison's Black Maria）
- List of people on stamps of the United States
- ウジェーヌ・ロースト（Eugene Lauste）
- List of William Kennedy Dickson films
- ジョナサン・キャンベル（Jonathan Campbell）
- ウッドヴィル・レイサム（Woodville Latham）
- アイドロスコープ（Eidoloscope）
- アメリカン・ミュートスコープ・アンド・バイオグラフ（American Mutoscope and Biograph Company）
- スア・サンティータ・パーパ・レオーネ XIII

## 註
1. ↑  "Born of a French mother and Scottish father"、National Media Museum、2007年4月30日閲覧。
2. ↑  "it was his Scottish protégé, William Dickson, who... "、The Scotsman紙、2002年3月23日付。
3. ↑  "William Dickson, Scottish inventor and photographer"、サイエンス・ミュージアム、2007年5月22日閲覧。
4. ↑  “An Authentic Life of Edison. The Life and Inventions of Thomas Alva Edison.”. New York Times. (1894年11月11日水曜日付). "By W.K.L. Dickson and Antonio Dickson. Illustrated with drawings and photographs. 8 vo. New-York: Thomas Y. Crowell & Co. $4.50." {{cite news}}: |access-date=を指定する場合、|url=も指定してください。 (説明); |date=の日付が不正です。 (説明); 不明な引数|coauthors=が空白で指定されています。 (説明)⚠⚠⚠